# Mittitjärnen (Burträsks socken, Västerbotten)
Mittitjärnen är en sjö i Skellefteå kommun i Västerbotten och ingår i Sävaråns huvudavrinningsområde.